# Juan Antonio Ponce de León y Bucareli
Juan Antonio Ponce de León y Bucareli (Sevilla, 1790 - 1861) fue un literato español, conde de Cantillana, maestrante de Sevilla y capitán retirado de caballería, en cuya arma militó en la Guerra de la Independencia, mereciendo por sus acciones el verse condecorado con varias cruces.

## Biografía
Juan Antonio Ponce de León y Bucareli, conde de Cantillana, nace en Sevilla en 1790, aunque se repita el dato erróneo de 1730, era hijo de don Pedro Ponce de León y Baeza, Conde de Cantillana y de doña María Josefa Bucarelli (1764-1831), casados en 1788. Se casó en 1819 con doña Luisa Caro y Madariaga, con quien tuvo dos hijos: Juan Antonio y Ramón.
Ingresó en la Real Academia Sevillana de Buenas Letras, como numerario, el 20 de enero de 1826, aunque ya desde 1820 era miembro honorífico, de la mano de su amigo y poeta también, Manuel María del Mármol.
Como poeta, Juan Antonio Ponce de León lee en las sesiones académicas tres elegías: a la muerte de la Reina consorte, María Josefa Amalia (1829), a la muerte de una amiga (1833) y a la muerte del General Manuel Freyre Andrade, marqués de San Marcial (1835).
Perteneció desde su creación a la sección de Literatura, presidida por José Fernández Espino, de la que formaban parte otros literatos conocidos, como Rodríguez Zapata, Fernando Gabriel y Ruiz de Apodaca, Latour, Justiniano, Huidobro, Domínguez Bécquer y Carbonero y Sol. En la fecha del catálogo académico de 1859 figuran todos ellos como compañeros de Academia, estando presidida por Antonio Machado y Núñez.
Sus padres lo destinaron a los estudios y ejercicios militares, pero sus aficiones le llevaron al cultivo de las letras y especialmente de la poesía dramática, como puede verse en la tragedia en cinco actos Calahorra destruida (Sevilla, 1817) arreglo de una comedia suya titulada La constancia española, a la que siguieron Fátima y Zaida, también tragedia y en cinco actos, escrita en sólo cuarenta días, según afirma el autor en una advertencia que precede a la obra y en la cual da noticia de otras obras que, aunque representadas, no han visto la luz pública impresas, tales como la tragicomedia El más patricio andaluz, La peña de los enamorados, cuadro dramático sobre la poética leyenda granadina y el drama La toma de Leipzig, que escribió en una semana.
Su facilidad para disponer la escena y versificar era asombrosa y su acierto para elegir los asuntos queda demostrado con sólo pasar la vista por los títulos que hemos mencionado.